# Suzannah Bianco
Suzannah Bianco (* 15. März 1973 in San José, Kalifornien) ist eine ehemalige US-amerikanische Synchronschwimmerin.

## Erfolge
Suzannah Bianco gewann ihre erste internationale Medaille im Mannschaftswettbewerb der Weltmeisterschaften 1994 in Rom, als sie sogleich mit der US-amerikanischen Équipe Weltmeisterin wurde. Eine weitere Goldmedaille gewann sie mit der US-amerikanischen Synchronmannschaft bei den Panamerikanischen Spielen 1995 in Mar del Plata. Sie verwiesen dabei Kanada auf Rang zwei und Mexiko auf Rang drei. In Atlanta gewann Bianco mit der Mannschaft 1995 außerdem Gold beim Weltcup. Bei den Olympischen Spielen 1996 in Atlanta gehörte Bianco ebenfalls zum Aufgebot der Vereinigten Staaten im Mannschaftswettbewerb. Zusammen mit Tammy Cleland, Becky Dyroen-Lancer, Emily LeSueur, Heather Pease, Jill Savery, Nathalie Schneyder, Heather Simmons-Carrasco, Jill Sudduth und Margot Thien gelang ihr mit 99,720 Punkten das beste Ergebnis des Wettkampfs, womit die US-Amerikanerinnen Olympiasiegerinnen wurden. Sie erhielten vor den Kanadierinnen, die mit 98,367 Punkten Silber gewannen, und vor den mit 97,753 Punkten drittplatzierten Japanerinnen die Goldmedaille.
Bianco schloss ein Studium am West Valley College ab, einem Community College im Norden Kaliforniens. Sie trat 20 Jahre lang in Las Vegas mit dem Cirque du Soleil in der Show „O“ auf. Danach bildete sie sich als Ernährungsberaterin weiter und arbeitete als Gesundheitscoach.